# Encephalartos delucanus
Encephalartos delucanus är en kärlväxtart som beskrevs av Malaisse, Sclavo och Crosiers. Encephalartos delucanus ingår i släktet Encephalartos och familjen Zamiaceae. IUCN kategoriserar arten globalt som starkt hotad. Inga underarter finns listade i Catalogue of Life.